# Marcelinho Machado
Marcelo Magalhães Machado, más conocido como Marcelinho Machado, (Río de Janeiro, Brasil, 12 de abril de 1975) es un exjugador de baloncesto brasileño. Con 2.01 metros de estatura, actuaba en la posición de alero. Fue internacional con la selección de baloncesto de Brasil, llegando a disputar cinco veces la Copa Mundial de Baloncesto y una vez el torneo de baloncesto masculino de los Juegos Olímpicos de Verano en Londres 2012. 

## Trayectoria

### Clubes
| Club                   | País     | Año         |
| ---------------------- | -------- | ----------- |
| Tijuca                 | Brasil   | 1996 - 1997 |
| Corinthians Gaúcho     | Brasil   | 1997 - 1998 |
| Botafogo               | Brasil   | 1998 - 2001 |
| Fluminense             | Brasil   | 2001 - 2002 |
| Basket Rimini          | Italia   | 2002 - 2003 |
| Cantabria Lobos        | España   | 2003 - 2004 |
| Telemar Río de Janeiro | Brasil   | 2004 - 2005 |
| Unitri/Uberlândia      | Brasil   | 2005 - 2006 |
| Žalgiris Kaunas        | Lituania | 2006 - 2007 |
| Flamengo               | Brasil   | 2007 - 2018 |

## Selección nacional
Machado fue miembro de los seleccionados juveniles de baloncesto de Brasil en todas sus categorías, recibiendo el primer llamado para integrar la selección absoluta en 1998. Disputó cinco ediciones de la Copa Mundial de Baloncesto (Grecia 1998, Estados Unidos 2002, Japón 2006, Turquía 2010 y España 2014), compartiendo récord de participaciones junto con otros diez jugadores. También estuvo presente en los Juegos Olímpicos de Londres 2012, donde su equipo terminó quinto. 
Machado hizo un importante aporte para que los brasileños conquistasen la medalla de oro en los Juegos Panamericanos de Winnipeg 1999, Santo Domingo 2003 y Río de Janeiro 2007, como también para lograr dos veces el título en el Campeonato Sudamericano de Baloncesto (Bahía Blanca 1999 y Montevideo 2003) y en el Torneo de las Américas (Santo Domingo 2005 y San Juan 2009).

## Vida personal
Es sobrino del baloncestista Sérgio de Toledo Machado.